# Инспирационисты
Инспирационисты (англ. Inspirationalists, от лат. inspiro, inspiratio — вдохновленные) — общее название ряда протестантских сект, члены которых считают себя вдохновленными Святым духом.
Когда севеннские камизары были усмирены, некоторые из их вожаков и пророков переселились в 1706 году в Лондон, в 1711 году перекочевали в Нидерланды, в 1713 году — в Германию, где они в Веттерау получили сильное влияние. Название инспирационисты они носили потому, что считали себя получающими внушения (инспирации) Святого Духа. Инспирационисты отрицали звание проповедника и таинства. Главари их издали в 1716 году устав — «24 правила истинного благочестия и святой жизни».
Позже, с 1725 года, многие из них переселились в Джермантаун, в Пенсильвании; другие примкнули к гернгутерам.
Инспирационисты казались уже совсем исчезнувшими, когда в 1816 году страсбургский портной Михаель Краузерт вновь оживил движение, после чего снова возникли многочисленные общины инспирационистов в Эльзасе, Пфальце и Веттерау. 
Вследствие преследований со стороны правительств большинство инспирационистов переселилось в 1841 году в Америку, где они основали в Эбенезере, близ Буффало, цветущую колонию с общностью имуществ. Из неё возникла коммунистическая секта аманитов, основавших в 1855 году колонию Амана в Айове. 